# Salvador Abascal

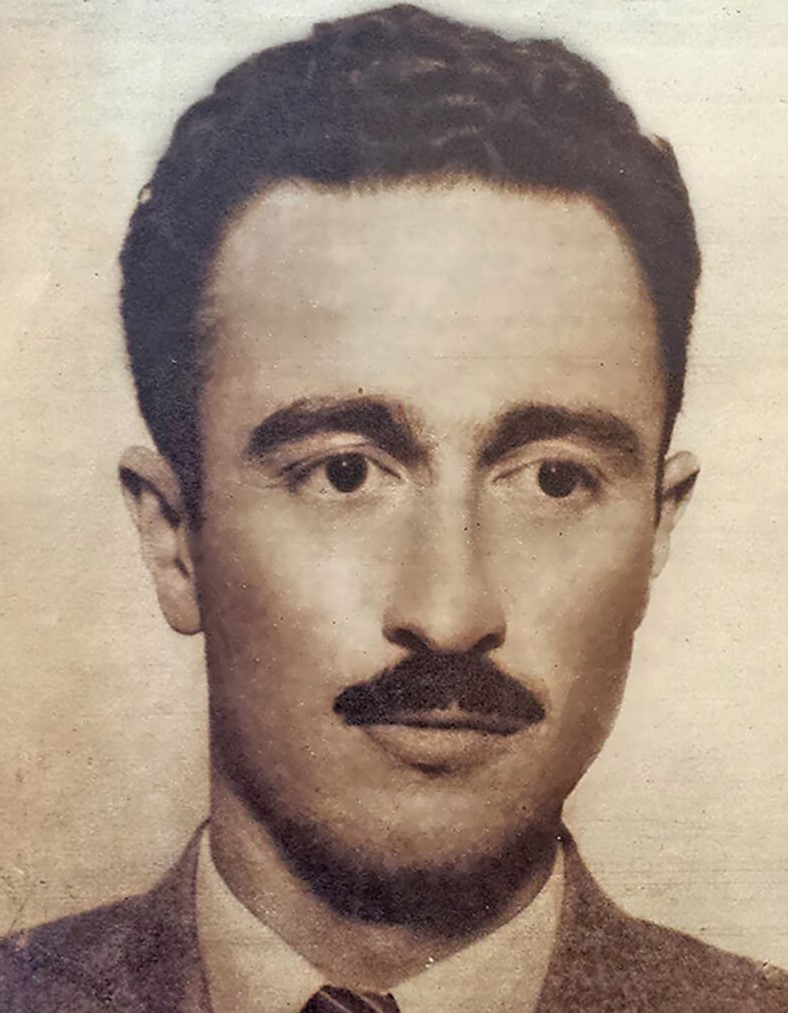
Salvador Abascal

Salvador Abascal Infante (ur. 1910 w La Marcha, zm. 2000) – meksykański filozof i działacz narodowo-katolicki. W powstaniu cristeros (1927–1929) przeciwko rządowi Plutarca E. Callesa, walczył z „czerwonymi koszulami” (camisas rojas) gubernatora stanu Tabasco, Tomása Garrido Canavala.
Współzałożyciel Narodowego Związku Synarchicznego (UNS; Unión Nacional Sinarquista).